# Susanne Voigt
Pour les articles homonymes, voir Voigt.
Susanne Voigt (née le 6 septembre 1927 à Dresde, morte le 31 mars 2016 dans la même ville) est une sculptrice autrichienne.

## Biographie
Susanne Voigt va d'abord à l’école de commerce. Après la Seconde Guerre mondiale, elle est une des femmes des ruines. De 1950 à 1956, elle étudie la sculpture à l'École supérieure des beaux-arts de Dresde avec Walter Arnold, Heinz Lohmar et Erich Fraaß. En 1957, elle est membre de l'Association des artistes virtuels de la RDA. Au début des années 1960, elle se détourne du réalisme socialiste pour un langage de conception expressif de plus en plus abstrait, composé de petits éléments plastiques et graphiques. Elle s'inspire d'Ernst Barlach et du cubisme. Comme elle ne reçoit plus de commande à partir du milieu des années 1960, son œuvre reste inconnue jusqu'à la grande exposition d'œuvres au château de la Résidence de Dresde en 1977. Elle s'inspire largement de la forme figurative de base, qu'elle traduit en mouvements linéaires et en formes expressives. Elle travaille pendant près de 50 ans en tant qu'artiste indépendante à Dresde-Plauen (Nöthnitzer Str. 22). Elle décède dans une maison de retraite à Dresde et est enterrée le 13 mai 2016 au columbarium de Tolkewitz à Dresde-Tolkewitz.